# 渣甸山
渣甸山（英語：Jardine's Lookout），是香港的一個山峰，位於香港島灣仔區東南部，大坑以南一帶，海拔433米。毗鄰山峰包括有聶高信山、紫羅蘭山、寶馬山及畢拿山等。港島徑第五段、衛奕信徑第二段、大潭郊遊徑和金督馳馬徑均途經渣甸山。渣甸山與聶高信山之間是黃泥涌峽. 渣甸山由十三條以香港殖民時期英國著名人物命名的道路組成。它位於 白建時道的西邊。 在嘉雲臺東邊的山以及大坑道,大坑徑,春暉道的地址在畢拉山, 不是渣甸山。渣甸山在跑馬地及黃泥涌峽上，所以不是屬於大坑。

## 概要
19世紀渣甸洋行在此處設立瞭望台指揮其商船出入維多利亞港，因此該山直接以“Jardine's Lookout”命名（即「渣甸洋行的瞭望台」之意），而中文名稱則定為「渣甸山」。山頂上設有觀景台，山腰仍有多處戰時炮台、機槍堡及營房的遺跡。渣甸山在香港保衛戰期間是主要戰場之一，加拿大軍溫尼伯榴彈兵營的約翰·羅伯特·奧士本准尉便是在這座山崗上犧牲。
渣甸山一直是香港島的豪宅區之一, 擁有香港最貴的獨立屋, 按每平方尺計算，比山頂貴。渣甸山和畢拿山是遠足者欣賞維多利亞港風景最喜歡的目的地之一。到達渣甸山與畢拿山山頂有不同的路線，徒步旅行者經常通過衛奕信徑（Wilson Trail）在陽明山莊附近開始。 

## 居住區
渣甸山有私家屋地上建造的獨立屋和屋苑式別墅, 也有高級公寓。獨立屋包括1950年代建造的，近年來已售給 富裕中國大陸商人。這些獨立屋的價格比山頂的還要高。
- 中渝置地主席張松橋：2015年購入渣甸山包華士道1號屋地, 成交價約為7.6億港元(即每平方尺 約 HK$ 100,000 港元)。[4]
- 劉鑾雄的渣甸山高士美道2號大屋。[5]2018年的報導 指劉鑾雄的高士美道2號估價值25億港元, 被認是香港最貴的房子，超過75深水灣道, 每尺25萬港元。[1][6]
- 白建時道 20號屋地, 2021年成交價約為8.5億港元, 這價格為每尺超過82,000港元。與2018年 白建時道 另一屋地之每尺約145,000港元價格低 [7][8]

渣甸山沒有醫院和公共設施，本地和海外遊客很少。喺度在大部分街道的私人地段上只能建獨立屋。另一方面雖然渣甸山名門（位於大坑徑23號）名稱中有「渣甸山」三字，然而該屋苑實位於渣甸山以北的大坑內，地理上並不屬於渣甸山的範圍。2020年入伙的皇第是香港呎價最高的分層住宅之一

## 道路
白建時道
軒德蓀道
大坑經
睦誠道
睦誠徑
谷柏道
祈禮士道
包華士道
高士美道
畢拿山道
畢拿山徑
衛信道
裴樂士道
布思道

## 舊區議會議席分佈
為方便比較，以下列表會包括大坑、禮頓山、加路連山、掃桿埔、渣甸山等範圍，即由紀利華木球會禮頓道交界起計禮頓道、高士威道以南至沿大坑道全段為範圍。
| 年度/範圍                            | 2000-2003                          | 2004-2007                          | 2008-2011                          | 2012-2015                          | 2016-2019                          | 2020-2023                          |
| ------------------------------------ | ---------------------------------- | ---------------------------------- | ---------------------------------- | ---------------------------------- | ---------------------------------- | ---------------------------------- |
| 連道、樂活道沿線                     | 樂活選區                           | 樂活選區                           | 樂活選區                           | 樂活選區                           | 樂活選區                           | 樂活選區                           |
| 加路連山道、東院道沿線               | 部份大坑、部份渣甸山及部份樂活選區 | 部份大坑、部份渣甸山及部份樂活選區 | 部份大坑、部份渣甸山及部份樂活選區 | 部份大坑、部份渣甸山及部份樂活選區 | 部份大坑、部份渣甸山及部份樂活選區 | 部份大坑、部份渣甸山及部份樂活選區 |
| 高士威道以南至大坑道香港真光中學為止 | 大坑選區                           | 大坑選區                           | 大坑選區                           | 大坑選區                           | 大坑選區                           | 大坑選區                           |
| 大坑道自香港真光中學沿線             | 渣甸山選區                         | 渣甸山選區                         | 渣甸山選區                         | 渣甸山選區                         | 渣甸山選區                         | 渣甸山選區                         |

註：以上主要範圍尚有其他細微調整（包括編號），請參閱有關區議會選舉選區分界地圖及條目。

## 外部連結
维基共享资源上的相關多媒體資源：渣甸山